# 盛隆寺 (岡山市)
盛隆寺（じょうりゅうじ）は、岡山県岡山市南区妹尾にある日蓮宗の寺院。山号は啓運山。旧本山は小湊誕生寺。生師法縁。塔頭として、安祥院、浄園院、善立院、智応院、観行院と周辺に一心寺がある。この他地域の信仰の篤さから妹尾千軒皆法華と言われる。

## 歴史
- 慶長10年（1605年）、城国院日鳳を開山に信城院殿日友尊尼が娘（宇喜多忠家の子、宇喜多詮家の妻）の菩提を弔うために開創。
  - 同時期に、庭瀬にある不変院も建立された。

## 伽藍
- 本堂（1782年）
- 仁王門（1762年改築）
- 三十番神堂
- 観音堂
- 七面堂
- 稲荷堂
- 鐘楼堂
  - 庭瀬藩主、戸川達安と一族の墓所がある。

## 旧末寺
日蓮宗は昭和16年に本末を解体したため、現在では、旧本山、旧末寺と呼びならわしている。
- 啓運山智応院（岡山市南区妹尾）塔頭、寛永年間善明院日忍の開山によって創建された。
- 啓運山善立院（岡山市南区妹尾）塔頭、元和3年（1617年）真言宗善正寺を日蓮宗に改宗した。開基正行院日性、檀越戸川逵安。寛文年間、春辺山より現在地に移転した。
- 啓運山浄園院（岡山市南区妹尾）塔頭、岡山大供にあった不受不施派寺院の浄林坊が起源。寛文5年寛文法難で棄却されたが、妹尾の村上寺に浄林院日能が上院として移転建立、その後戸川氏の帰依により現在地に再移転され、明和年間に現在の寺号に改めた。
- 西磯山観行院（岡山市南区妹尾）塔頭、寛永8年（1631年）日照の開山で山田村に創建された。明和2年（1765年）建立の鬼子母神堂がある。
- 啓運山安祥院（岡山市南区妹尾）塔頭、寛永年間に安詳院日継を開山に創建された。開基檀越は帯江加須山の尾崎伝右衛門重宗の妻妙善。
- 本覚山妙泉寺（岡山市南区古新田）
- 嘉永山妙玄院（新見市大佐小阪部）

## 周辺施設
- 御前神社
- 戸川陣屋井戸

## 関連資料
- 『吉備の国寺社巡り』山陽新聞社（2011年、16‐17頁）
- 『神社仏閣を巡る まいられぇ岡山』山陽新聞社（2017年版、24頁）
- 日蓮宗寺院大鑑編集委員会『宗祖第七百遠忌記念出版 日蓮宗寺院大鑑』大本山池上本門寺 (1981年)
- 柳生尚志『盛隆寺の宝物』盛隆寺（2004年）
- 川端定佐三郎『岡山･備前地域の寺』日本文教出版、岡山文庫195（1998年）